# Jürgen Rose (Publizist)

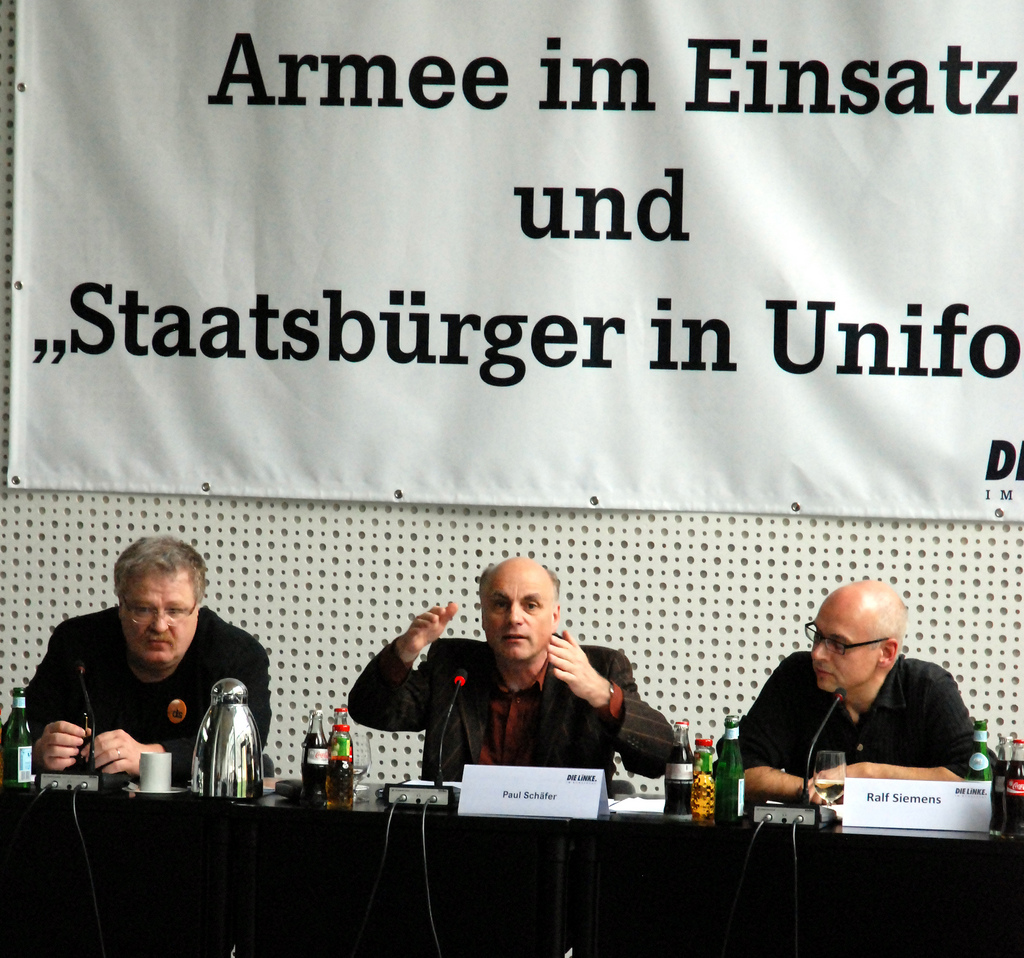
Jürgen Rose, Paul Schäfer und Ralf Siemens (v. l. n. r.), 2011

Hans-Jürgen Rose (* 18. Juli 1958 in Worms) ist ein deutscher Publizist, ehemaliger Offizier. 2007 verweigerte der Oberstleutnant als erster Soldat der Bundeswehr aus Gewissensgründen seine Beteiligung am Tornado-Einsatz in Afghanistan. Er ist Vorstandsmitglied des Arbeitskreises Darmstädter Signal.

## Leben

### Militärische Laufbahn
Rose verpflichtete sich im Jahr 1977 als Zeitsoldat und Offizieranwärter bei der Luftwaffe der Bundeswehr. Sein Vater war während des Zweiten Weltkrieges  als Unteroffizier Jagdflieger im Jagdgeschwader 6 „Horst Wessel“ (JG 6), beide Großväter waren Offiziere gewesen. Nach Roses militärischer Ausbildung, unter anderem am FlaRak-System Hawk in Fort Bliss, Texas, absolvierte er ab 1983 ein Studium der Pädagogik an der Universität der Bundeswehr München, das er als Diplom-Pädagoge abschloss. Von 1988 bis 1991 war er Mitarbeiter an der Akademie der Bundeswehr für Information und Kommunikation in Waldbröl im Forschungsbereich Sicherheits- und Verteidigungspolitik. Während dieser Zeit war er Ausbildungsleiter für die interaktive Simulation POL&IS. Von 1991 bis 1995 war er wissenschaftlicher Mitarbeiter am Institut für Internationale Politik, Sicherheitspolitik, Wehrrecht und Völkerrecht an der Universität der Bundeswehr München. Während dieser Zeit veröffentlichte er Beiträge u. a. über das Ende des Kalten Krieges und Nuklearstrategien in militärischen und sicherheitspolitischen Fachzeitschriften: Truppenpraxis (1989, 1993), Allgemeine Schweizerische Militärzeitschrift (1992), S+F (1992, 1995), Europäische Sicherheit (1993) und Österreichische Militärische Zeitschrift (1995). Danach war er von 1995 bis 1998 wissenschaftlicher Mitarbeiter am deutsch-amerikanischen Studienzentrum George C. Marshall European Center for Security Studies in Garmisch-Partenkirchen und External Fellow am Institut für Friedensforschung und Sicherheitspolitik an der Universität Hamburg (IFSH). Ab 1997 setzte sich Rose dienstlich und öffentlich immer kritischer mit der Bundeswehr und der Außen- und Sicherheitspolitik der Bundesrepublik Deutschland auseinander, was zu Disziplinarverfahren, Versetzungen und Klagen beim Bundesverfassungsgericht und dem Europäischen Gerichtshof für Menschenrechte führte. Im Januar 2010 wurde er in den Ruhestand versetzt.

### Kontroversen

#### Versetzung wegen Kritik an der Wehrpflicht 1997
Am 2. Oktober 1997 kritisierte er in der Frankfurter Allgemeinen Zeitung die allgemeine Wehrpflicht, was ihn in Konflikt mit der Bundeswehrführung brachte. Er hatte dafür plädiert, die Wehrpflicht auszusetzen, damit die Bundeswehr finanzierbar, flexibel und auf den neuesten Stand zu bringen sei.
In der Folge wurde disziplinarisch gegen ihn bis zur fachfremden Versetzung vorgegangen. Rose wurde vom stellvertretenden Generalinspekteur, Vizeadmiral Hans Frank, vernommen und an das Luftwaffenamt Köln versetzt.
Nach Darstellung des Spiegel stand dahinter Verteidigungsminister Volker Rühe, der Rose „drangsalieren“ ließ. Auch Bernhard Gertz, Vorsitzender des Bundeswehrverbands kritisierte, dass Rose „von oben“ unter Druck gesetzt werde. Die Ermittlungen gegen Rose wurden wegen der Rechtmäßigkeit seiner Meinungsäußerung eingestellt, trotzdem wurde Rose auf Weisung „von höherer Stelle“ im Jahr 1999 in das Luftwaffenamt in Köln-Wahn „zum Sockenzählen abkommandiert“. Gegen die von ihm als „Strafversetzung“ wahrgenommene Maßnahme beschwerte sich Rose bei der Wehrbeauftragten Claire Marienfeld. Das Verhalten Rühes wurde von Bernhard Gertz verurteilt. Horst Prayon, früherer Leiter der Akademie der Bundeswehr für Information und Kommunikation, kritisierte das „Klima des Misstrauens“ in der Bundeswehr: Statt des Geistes der Offenheit, den die Innere Führung eigentlich verlange, werde von der Bundeswehrführung „das Gegenteil praktiziert, dass man alles und jeden reglementieren will, damit nichts passiert“.

#### Verurteilung wegen Herabwürdigung von Vorgesetzten 2006
Im Jahr 2006 veröffentlichte Rose in der Zeitschrift „Ossietzky“ unter dem Titel „Geist und Ungeist der Generalität“ einen Beitrag, in dem er sich kritisch mit dem Verhalten der deutschen Generalität im Irakkrieg auseinandersetzte. Der entscheidende Passus lautete: „Dass die Generalität auf Grund intellektueller Insuffizienz nicht hätte erkennen können, was da vor sich ging, wird man mit Fug und Recht ausschließen dürfen. […] Da Dummheit ergo auszuschließen ist, bleibt nur noch die zweite Alternative zur Erklärung – und die lautet: Opportunismus, Feigheit und Skrupellosigkeit. […] Hätte die deutsche Generalität auch nur einen Funken Ehrgefühl sowie Rechts- und Moralbewusstsein im Leibe, so hätte der Generalinspekteur im Verein mit seinen Teilstreitkraftinspekteuren sich geweigert, den völkerrechts- und verfassungswidrigen Ordres der rot-grünen Bundesregierung Folge zu leisten.“ Weil Rose damit Vorgesetzte „in ehrverletzender Weise“ herabgewürdigt habe, verhängte der Befehlshaber des Wehrbereichskommandos IV München als Disziplinarvorgesetzter am 24. Juli 2006 eine Disziplinarbuße in Höhe von 750 Euro. Die Rechtmäßigkeit seiner Entscheidung wurde später vom Truppendienstgericht Süd bestätigt.
Die Vorgänge führten zu einer Kleinen Anfrage der Fraktion Die Linke im Deutschen Bundestag, die von der Bundesregierung beantwortet wurde: Der Vorwurf Roses entbehre jeder Grundlage, da die Bundeswehr keine „Unterstützungsleistungen für den völkerrechtswidrigen Irak-Krieg“ erbracht habe. Die Einschätzung des Bundesverwaltungsgerichts im Falle Florian Pfaffs sei in der Völkerrechtslehre kontrovers. Artikel 4 Abs. 1 GG impliziere auch kein Recht eines Vorgesetzten, unter Berufung auf das eigene Gewissen von anderen eine gleichartige Gewissensentscheidung verlangen zu können. Die eigene höchstpersönliche Gewissensentscheidung schütze keine aktive Werbung (Propaganda) für ein bestimmtes Handeln anderer. Die Bundesregierung betrachte die Äußerungen Roses als Ehrverletzungen, die den Rahmen der Meinungsfreiheit überschreiten.
Roses Verfassungsbeschwerde wegen Verletzung der Meinungsfreiheit vor der 3. Kammer des 2. Senats des Bundesverfassungsgerichts wurde im April 2007 von den Richtern als unbegründet zurückgewiesen. Dabei kritisierte das Gericht die ursprüngliche Begründung der Disziplinarstrafe: Es handele sich um eine erlaubte Meinungsäußerung, durch die die Menschenwürde der Betroffenen nicht, wie behauptet, verletzt worden sei. Trotzdem hielt das Gericht die Disziplinarstrafe für gerechtfertigt, weil im Soldatenrecht die freie Meinungsäußerung mit dem Ziele der Funktionsfähigkeit der Bundeswehr eingeschränkt sei. Die Kritik Roses gefährde die notwendige Autorität und Loyalität. Auch seine Individualbeschwerde wurde in einer Entscheidung des Europäischen Gerichtshofs für Menschenrechte (EGMR) vom September 2010 wegen Unzulässigkeit zurückgewiesen. In der Begründung führten die Richter im Anschluss an die Bundesverfassungsgerichtsentscheidung aus, Rose sei nicht wegen seiner subjektiven Meinung, sondern aufgrund der ehrverletzenden und rufschädigenden Aussagen disziplinarrechtlich verurteilt worden.

#### Kritik am Afghanistan-Einsatz 2007
Im November 2006 wurde Rose Mitglied im Vorstand des „Arbeitskreises Darmstädter Signal“. Trotz seines Außenseiterstatuses kritisiert er über dieses Forum die aus seiner Sicht vorliegende „Militarisierung der Außenpolitik“. Anfang 2007 unterzeichnete er mit Major Helmuth Prieß und Hauptfeldwebel Christiane Ernst-Zettl einen Offenen Brief an die Abgeordneten des Deutschen Bundestages, in dem diese zur Ablehnung des Antrages der Bundesregierung zum Tornado-Einsatz in Afghanistan aufgefordert wurden.
Am 15. März 2007 bat Rose aus Gewissensgründen in einem Schreiben an seinen Vorgesetzten um Versetzung und Entbindung von allen Aufträgen, die seine Mitarbeit an logistischen Unterstützungsleistungen für den Einsatz von Tornado-Jets des Aufklärungsgeschwaders 51 „Immelmann“ in Afghanistan betreffen.
Verschiedene Medien u. a. das politische Fernsehmagazin Panorama berichteten über Roses Entscheidung; er gab mehrere Interviews. Sympathiebekundungen bekam er u. a. von Politikern der Grünen und Linken. Der CSU-Verteidigungsexperte Hans Raidel meinte hingegen, dass er seine Kameraden „zu willfährigen Befehlsempfängern“ degradiere. Der SPD-Wehrexperte Rainer Arnold forderte Rose auf, angesichts seiner massiven Vorbehalte den Dienst mit der Waffe zu quittieren und aus der Bundeswehr auszuscheiden. Dies lehnte Rose ab.
Ein Hauptmann des KSK schrieb Rose bezüglich dessen Bundeswehrkritik im Juli 2007 in einer privaten E-Mail, dass er ihn als „Feind im Innern“ ansehe und sein Handeln danach ausrichten werde, „diesen Feind im Schwerpunkt zu zerschlagen.“ Er charakterisierte das Darmstädter Signal mit den Ausdrücken „linke(s) Zeitgeistkonglomerat uniformierter Verpflegungsempfänger“ und „Sümpfe des Steinzeitmarxismus“. Am Ende drohte er „Sie werden beobachtet, nein nicht von impotenten instrumentalisierten Diensten, sondern von Offizieren einer neuen Generation, die handeln werden, wenn es die Zeit erforderlich macht.“ Der KSK-Hauptmann erhielt dafür einen milden dienstlichen Verweis. Der Wehrbeauftragte Reinhold Robbe (SPD) beurteilte den Verweis als „völlig unzureichend“.  Der Historiker Wolfram Wette ordnete den „Hetzbrief“ des KSK-Hauptmanns ein: „Da hören wir den Originalton der rechtsradikalen Freikorpskämpfer aus den frühen Jahren der Weimarer Republik, die später durchweg bei der NSDAP und der SS landeten.“
In seiner Reaktion auf die E-Mail bezeichnete Rose das KSK öffentlich als „Kloake“ und klagte rechte subversive Tendenzen in der Bundeswehr an. Wegen dieser und anderen Verstöße gegen das Soldatengesetz („Pflicht zur Zurückhaltung“, „Verschwiegenheitspflicht“ und „Pflicht zum treuen Dienen“) erhielt Rose eine disziplinarrechtliche Geldbuße in Höhe von 3000 €.

### Veröffentlichungen und Vorträge
Rose veröffentlichte zahlreiche Beiträge in Fachzeitschriften und überregionalen Tageszeitungen. Regelmäßig schreibt er als Autor für Publikationen wie der Freitag, den Blog NRhZ-Online und Ossietzky, aber auch für WOZ Die Wochenzeitung, das Neue Deutschland, Z. Zeitschrift Marxistische Erneuerung und spw – Zeitschrift für sozialistische Politik und Wirtschaft.
Rose publizierte u. a. in Zeitschriften wie Blätter für deutsche und internationale Politik und Wissenschaft & Frieden. In einem Artikel vom 22. Juli 2005 kritisiert Rose dort unter dem Titel Kommando Spezialkiller  einen KSK-Scharfschützeneinsatz in Afghanistan zur Eliminierung von Drogenbossen, der nach seiner  Darstellung völkerrechts-, grundgesetz- und auftragswidrig gewesen sei.
Rose hielt Vorträge unter anderem an den Universitäten in München, Oldenburg, Birmingham, Budapest, Kassel und Hamburg, an verschiedenen Akademien und Stiftungen (u. a. Berlin-Brandenburgische Akademie der Wissenschaften, Landesverteidigungsakademie, Evangelische Akademie, Georg-von-Vollmar-Akademie, Leibniz-Institut Hessische Stiftung Friedens- und Konfliktforschung, Friedrich-Ebert-Stiftung, Rosa-Luxemburg-Stiftung) sowie bei den Organisationen Geneva Centre for the Democratic Control of Armed Forces, International Association of Lawyers against Nuclear Arms und International Physicians for the Prevention of Nuclear War.
Zur Demokratisierungsfrage der Bundeswehr veröffentlichte Rose eine Monografie für das Zentrum für Konfliktforschung der Philipps-Universität Marburg. Unter Berufung auf Wolf Graf von Baudissin, Johann Adolf Graf Kielmansegg, Theodor Blank und andere vertritt Rose die Auffassung, dass – unbeschadet der Funktionserfordernisse einer Armee – die Gesinnungs- und Meinungsfreiheit gewährleistet werden könnten und müssten. Wie schon in anderen NATO-Streitkräften müsse auch in Deutschland die Gehorsamspflicht strikt auf die Befolgung ausschließlich rechtmäßiger Befehle beschränkt werden; in Deutschland existiere jedoch noch immer die „juristische Chimäre des rechtswidrigen, aber dennoch verbindlichen Befehls“.
Zudem trat Rose wiederholt als Redner bei Friedensdemonstrationen (z. B. Ostermärsche) und am Volkstrauertag auf.

### Privates
Rose ist seit 1982 verheiratet und lebt in München-Harthof.

## Schriften (Auswahl)
- Ernstfall Angriffskrieg: Frieden schaffen mit aller Gewalt? Ossietzky, Hannover 2009, ISBN 978-3-9808137-2-3.[37]
- Jürgen Groß, Jürgen Rose: Europäische Sicherheit und Zukunft der Bundeswehr Wehrstrukturreform unter neuen Prämissen Aus der Arbeit der Kommission am IFSH. In:  HAMBURGER BEITRÄGE. Zur Friedensforschung und Sicherheitspolitik, Heft 128, Hamburg, Februar 2002.[38]